# 6326 Idamiyoshi
6326 Idamiyoshi è un asteroide della fascia principale. Scoperto nel 1991, presenta un'orbita caratterizzata da un semiasse maggiore pari a 2,6817161 UA e da un'eccentricità di 0,1312175, inclinata di 12,58258° rispetto all'eclittica.
Grazie ad un'occultazione stellare avvenuta il 21 agosto 2024 si è scoperto che l'asteroide è in effetti un asteroide binario con un satellite del diametro di 1,3 km orbitante a 7,7 km di distanza dal corpo principale .